# Matundua
Matundua is een monotypisch geslacht van spinnen uit de  familie van de Phyxelididae.

## Soort
- Matundua silvatica (Purcell, 1904)